# Stämshöjen
Stämshöjen är ett naturreservat i Falu kommun i Dalarnas län.
Området är naturskyddat sedan 2007 och är 2,5 hektar stort. Reservatet består av en lövsumpskog där den äkta stormhatten, Aconitum napellus, har en växtplats.